# حمليل
حِمْليل أو الرستيو (الاسم العلمي:Restio) هي جنس من النباتات يتبع فصيلة الرستيونية من الرتبة القبئيات. العديد من الأنواع التي كانت مصنفة تحت جنس الرستيو هي الآن مصنفة تحت عدد من الأجناس الأخرى مثل الأكتيون و البلسكيون واليوركورديا.

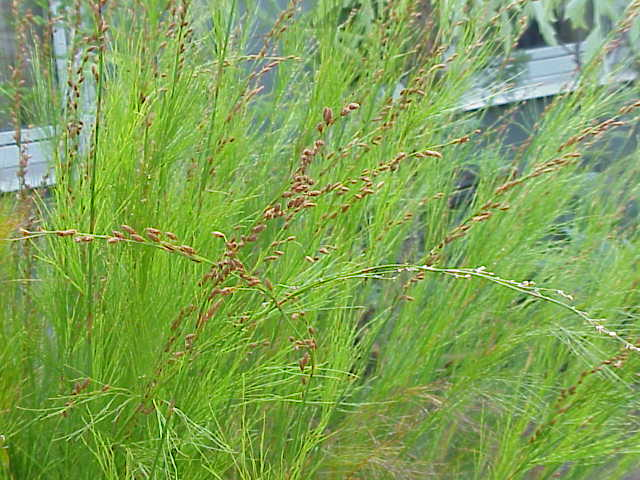
رستيو رباعي الأوراق

من القواسم المشتركة مع عدد من أجناس أخرى ضمن الفصيلة الحمليليات (الاسم العلمي:Restionaceae) هي أن الحمليل يزرع على نطاق واسع لاستخدامه كنباتات الزينة حيث أن أوراق هذا الشجر عُقَيْدية جذابة.